# Lecanodiaspis convexa
Lecanodiaspis convexa är en insektsart som först beskrevs av Walter Wilson Froggatt 1915.  Lecanodiaspis convexa ingår i släktet Lecanodiaspis och familjen Lecanodiaspididae. Inga underarter finns listade i Catalogue of Life.